# Euxoa placida
Euxoa placida là một loài bướm đêm trong họ Noctuidae.